# Aleksandr Màrkovitx Mélnikov
Aleksandr Mélnikov (en rus : Александр Маркович Мельников) és un pianista rus nascut a Moscou l'1 de febrer de 1973. Format a l'escola russa, es va graduar al Conservatori Txaikovski de Moscou l'any 1997, a la classe de Lev Naoumov. Va conèixer el pianista Sviatoslav Richter, que el convidava regularment a les Nits de desembre a Moscou. L'estil de Mélnikov ha estat definit com a "elegant, profund, clar, acurat en l'expressió tan propera a grans mestres, com Sviatoslav Richter o Eliso Virsaladze". Conegut per "les seves decisions musicals i programes poc habituals", va descobrir des de molt jove l'interès per les "interpretacions historicistes" que ha mostrat a través del seu treball.
Ha estat guardonat en destacats concursos com l'International Robert Schumann Competition de Zwickau (1989) o el Reina Elisabeth de Brussel·les (1991). Ha actuat amb la Freiburger Barockorchester, Concerto Köln, Akademie für Alte Musik de Berlín i l'Orchestre des Champs Élysées. Com a solista ha treballat amb la Royal Concertgebouw Orchestra, Orquestra del Gewandhaus de Leipzig, Orquestra de Filadèlfia, Orquestra Simfònica de la Ràdio de Frankfurt, Orquesta Nacional Russa, Filharmònica de Múnic, Orquestra Filharmònica de la BBC i NHK Orchestra, dirigit per Pletnev, Currentzis, Dutoit, Järvi, Herreweghe i Gergiev, entre d'altres. Ha estat un habitual del Palau de la Música Catalana, i els seus pares viuen a Cerdanyola del Vallès.